# Джакара Ентоні
Джакара Ентоні (англ. Jakara Anthony, нар. 8 липня 1998) — австралійська фристайлістка, олімпійська чемпіонка 2022 року.

## Олімпійські ігри
| Рік  | Місто                     | Дисципліна | Місце |
| ---- | ------------------------- | ---------- | ----- |
| 2018 | Пхьончхан, Південна Корея | могул      | 4     |
| 2022 | Пекін, Китай              | могул      | 1     |

## Чемпіонат світу
| Рік  | Місто                  | Могул | Паралельний могул |
| ---- | ---------------------- | ----- | ----------------- |
| 2017 | Сьєрра-Невада, Іспанія | 12    | 16                |
| 2019 | Парк-Сіті, США         | 2     | 7                 |
| 2021 | Алмати, Казахстан      | 4     | 11                |